# Onno Xavier Van Sandick
Onno Xavier Van Sandick, né le 30 novembre 1749 à La Haye (Pays-Bas), mort le 2 mai 1822 à La Haye (Pays-Bas), est un général hollandais du Premier Empire.

## États de service
Il entre en service en 1775, dans l’armée hollandaise.
Le 9 juillet 1795, il est nommé lieutenant-colonel commandant la 5e demi-brigade d’infanterie de l’armée de la République batave et en septembre 1799, il commande la place de Naarden.
Le 19 juillet 1802, il devient colonel, membre du premier tribunal militaire et le 13 février 1807, il est nommé commandant de l’école militaire d’Honselersdijk.
Il devient général major le 12 novembre 1809, au Royaume de Hollande et le 11 novembre 1810, il est promu général de brigade au service de la France. Le 24 décembre 1810, il est affecté dans la 13e division militaire et il obtient sa retraite le 24 janvier 1811.
De retour en Hollande, il reprend du service en 1814, comme commandant de la place d’Utrecht et il est nommé lieutenant-général en 1815. Il est admis à la retraite en 1818.
Il meurt le 2 mai 1822, à La Haye.

## Sources
- (en) « Generals Who Served in the French Army during the Period 1789 - 1814: Eberle to Exelmans »
- Thierry Pouliquen, « Les généraux français et étrangers ayant servis [sic] dans la Grande Armée » (consulté le 29 mars 2015)
- (pl) « Napoléon.org.pl »